# Limnodriloides biforis
Limnodriloides biforis är en ringmaskart som beskrevs av Erséus 1990. Limnodriloides biforis ingår i släktet Limnodriloides och familjen glattmaskar. Inga underarter finns listade i Catalogue of Life.